# Buta (territoire)
Pour les articles homonymes, voir Buta (homonymie).
Le territoire de Buta est une entité déconcentrée de la province du Bas-Uele en république démocratique du Congo.

## Localisation
Le territoire couvre une superficie de 8 098 km2. Il se situe au centre de la partie méridionale de la province et est limité : 
- au nord : par le territoire de Bondo ;
- à l'est : par le territoire de Bambesa ;
- à l'ouest : par le territoire d'Aketi ;
- au sud : par les territoires de Banalia et de Basoko dans la province de la Tshopo.

## Collectivités
Le territoire est divisé en quatre chefferies et un secteur :
- chefferie Bayeu Bogongea ;
- chefferie Bayeu Bogbama ;
- chefferie Mobati ;
- chefferie Nguru ;
- secteur Barissi-Mongingita-Bakango.

## Éducation
- Les enseignements de l'école primaire sont gratuits.